# Comté de Van Buren (Michigan)
Pour les articles homonymes, voir Comté de Van Buren.
Le comté de Van Buren (en anglais : Van Buren County) est un comté américain situé au sud-ouest de la péninsule inférieure de l'État du Michigan, sur la rive du lac Michigan. Son siège est à Paw Paw, bien que sa ville la plus peuplée soit South Haven, à cheval sur le comté d'Allegan. Selon le recensement des États-Unis de 2010, sa population s'élève à 76 258 habitants.

## Histoire
Le comté, fondé le 29 octobre 1829, est nommé d'après Martin Van Buren, originaire de l'État de New York, alors secrétaire d'État des États-Unis sous la présidence d'Andrew Jackson. Martin Van Buren accèdera par la suite à la vice-présidence, puis à la présidence des États-Unis, qu'il quittera en 1841.

## Géographie
Le comté couvre une superficie de 2 824 km², dont 1 582 km² de terres.

### Comtés adjacents
- Comté d'Allegan (nord-est)
- Comté de Kalamazoo (est)
- Comté de Saint-Joseph (sud-est)
- Comté de Cass (sud)
- Comté de Berrien (sud-ouest)

### Localités
- Bangor, une ville
- Gobles, une ville
- Hartford, une ville
- South Haven, une ville
- Bloomingdale, un village
- Breedsville, un village
- Decatur, un village
- Lawrence, un village
- Lawton, un village
- Mattawan, un village
- Paw Paw, un village